# Papaver maschukense
Papaver maschukense är en vallmoväxtart som beskrevs av A.D. Mikheev. Papaver maschukense ingår i släktet vallmor, och familjen vallmoväxter. Inga underarter finns listade i Catalogue of Life.